# Minuzzolo
Minuzzolo è un'opera di Carlo Collodi scritta nel 1877 e che, insieme a Giannettino preannuncia il capolavoro Le avventure di Pinocchio. Storia di un burattino. 
Tratta delle vicende di Minuzzolo, un ragazzino che irride  i borghesi del tempo che provano ad insegnargli le virtù. Alla fine il protagonista fuggirà con il ciuchino Baffino. Tutta l'opera è percorsa da numerosi episodi della storia dell'antica Roma in cui una prosa semplice ma godibile vuole educare alla lettura il giovane utente cui essa è rivolta.

## Edizioni
- Minuzzolo, Paggi, Firenze, 1878
- Minuzzolo, riordinato da Giuseppe Scortecci, Salani, Firenze, 1934[2]
- Minuzzolo, Landscape Books, Roma, 2015